# Melastoma boryanum
Melastoma boryanum är en tvåhjärtbladig växtart som beskrevs av Pieter Willem Korthals. Melastoma boryanum ingår i släktet Melastoma och familjen Melastomataceae. Inga underarter finns listade i Catalogue of Life.